# Kill Me
«Kill Me» —en español: «Mátame»— es una canción interpretada por la banda estadounidense de hard rock The Pretty Reckless. El 30 de noviembre de 2012, Taylor Momsen anunció vía Twitter que el primer sencillo del nuevo álbum de la banda sería lanzado el 11 de diciembre de ese año. Tras haber sido lanzado el sencillo ese día, el grupo publicó en YouTube un vídeo que muestra la letra de la canción un día después. Más tarde, en junio de 2013, Momsen aclaró que «Kill Me» era sólo un sencillo y que no estará incluido en el nuevo álbum.
La canción apareció en el último capítulo de Gossip Girl, serie en la que Momsen interpretaba a Jenny Humphrey.

## Lista de canciones
| Descarga digital |           |          |  |
| N.º              | Título    | Duración |  |
| 1.               | «Kill Me» | 3:47     |  |

## Historial de lanzamiento
| País           | Fecha                   | Formato          |
| -------------- | ----------------------- | ---------------- |
| Reino Unido    | 7 de diciembre de 2012  | Descarga digital |
| Estados Unidos | 11 de diciembre de 2012 | Descarga digital |